# Station Trouville-Deauville
Station Trouville-Deauville is een spoorwegstation in de Franse gemeente Deauville.
Het is het kopstation van de spoorlijn Lisieux - Trouville-Deauville en van de  Spoorlijn Mézidon - Trouville-Deauville. Van deze laatste blijft enkel het gedeelte tussen Trouville en Dives-sur-Mer nog in gebruik.

## Treindienst
| Serie | Treinsoort | Route                                                                 | Bijzonderheden |
| ----- | ---------- | --------------------------------------------------------------------- | -------------- |
| K 3+  | TER (SNCF) | Paris Saint-Lazare – Évreux-Normandie – Lisieux – Trouville-Deauville |                |
| P 3   | TER (SNCF) | Lisieux – Trouville-Deauville                                         |                |